# Darin Ahmad

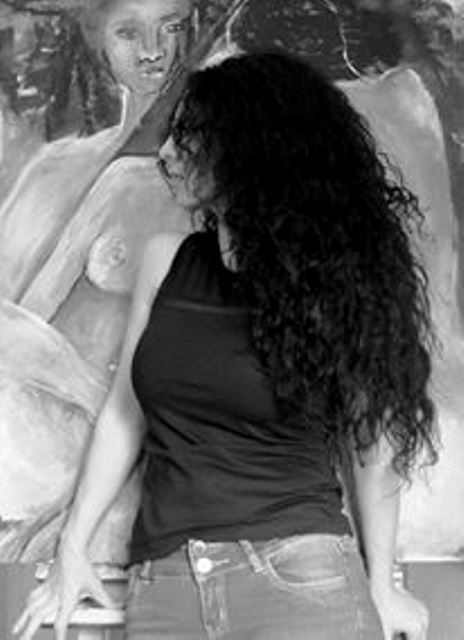
Porträt Darin Ahmad

Darin Ahmad (* 1. Januar 1979 in Hama, Syrien) ist eine syrische Künstlerin, Dichterin und Schriftstellerin.

## Leben
Nach der Schulzeit im Heimatort ging sie 1996 nach Aleppo, um dort Wirtschaftswissenschaften zu studieren. Nach ihrem Bachelorabschluss im Juli 2004 an der Universität von Aleppo lebte sie in Damaskus und arbeitete seitdem als Webdesignerin und Editorin für das Internetmagazin Maaber. Seit dem Winter 2012 lebt Darin Ahmad mit ihrer Familie in Berlin. Neben ihren Gedichten malt Darin Ahmad seit 2015. Ihre Gemälde wurden im Alitihad Culture Newspaper im Juli 2017, BeiNNehreen Newspaper im Oktober 2018 und Mirit Magazine im Mai 2019 präsentiert. Im Al-Arab Newspaper erschien im September 2016 ein Artikel über Darin Ahmad und eSyria publizierte ein Interview im März 2018. Im Juni 2019 veröffentlichte Darin Ahmad einen Artikel in The New Arab mit dem Titel This day is still mine und im August 2019 den Artikel Need of the central. Zahlreiche weitere Artikel und Gedichte wurden von ihr im Maaber Magazine seit 2004 bis heute veröffentlicht.

## Ausstellungen
Darin Ahmad stellte erstmals ihre Werke im Rahmen der Ausstellung Fluchtpunkt zusammen mit Kefah Ali Deeb, Fouad El-Auwad, Akram Hamza und Adnan Sharbaji von Mai bis Juli 2016 im Institut français, Bonn, mit Unterstützung des ArtDialog e. V. und dem German-Arabic Poetry-Salon aus. unter der Schirmherrschaft des
Oberbürgermeisters von Bonn, Ashok Sridharan.
Eine weitere Ausstellung zusammen mit Frances Aviva Blane Two Faces war von Juli 2016 bis Januar 2017 in der Residenz des deutschen Botschafters in London zu sehen. Im Februar und März 2017 waren Ahmads Werke in der Crypt Gallery in London im Rahmen der Ausstellung Radical Love: Female Lust zu sehen. Des Weiteren wurden die Werke von Darin Ahmad permanent am Palais am Festungsgraben in Berlin-Mitte in den Büros von Kiron Open Higher Education ausgestellt von Januar 2017 bis Mai 2019.